# 神栖中央公園
神栖中央公園（かみすちゅうおうこうえん）は、茨城県神栖市にある都市公園。面積は19ヘクタール。2010年12月に整備工事が開始され、2014年6月1日にオープン。防災拠点としての機能を有し、土木研究所跡地に設置されたことから、仮称は「土研跡防災公園」であった。公園の一角には神栖警察署、かみす防災アリーナがある。

## 園内施設
- 噴水広場
- ふれあいの丘 - 直径80メートル、標高15m
- 木崎広場 - 芝生広場（災害時の救援救護スペース）
- 散歩道
- その他防災設備
  - ヘリポート
  - 備蓄倉庫
  - 防災パーゴラ
  - 防災トイレ56基

### ギャラリー

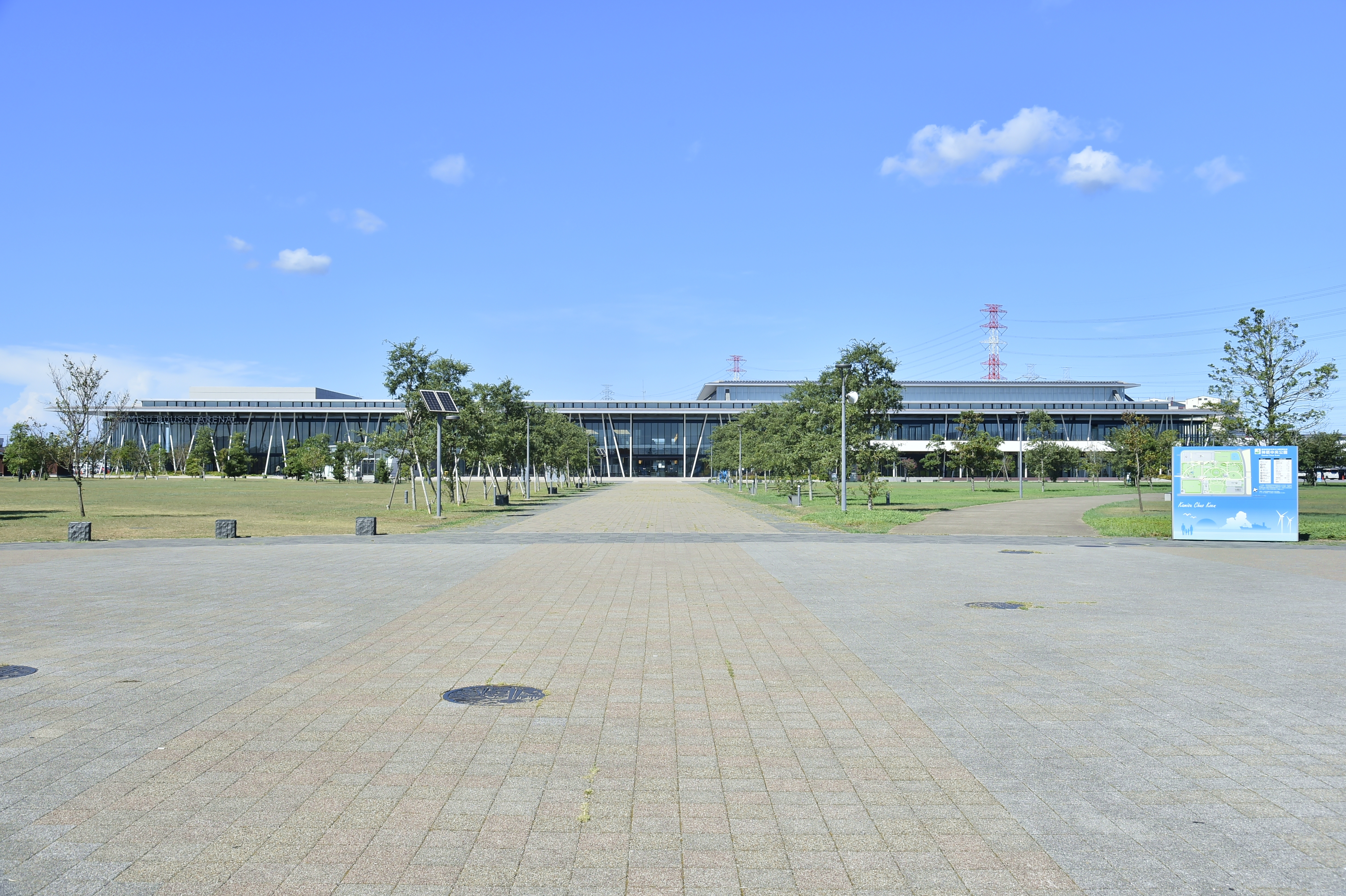
中央エントランスから見たかみす防災アリーナ
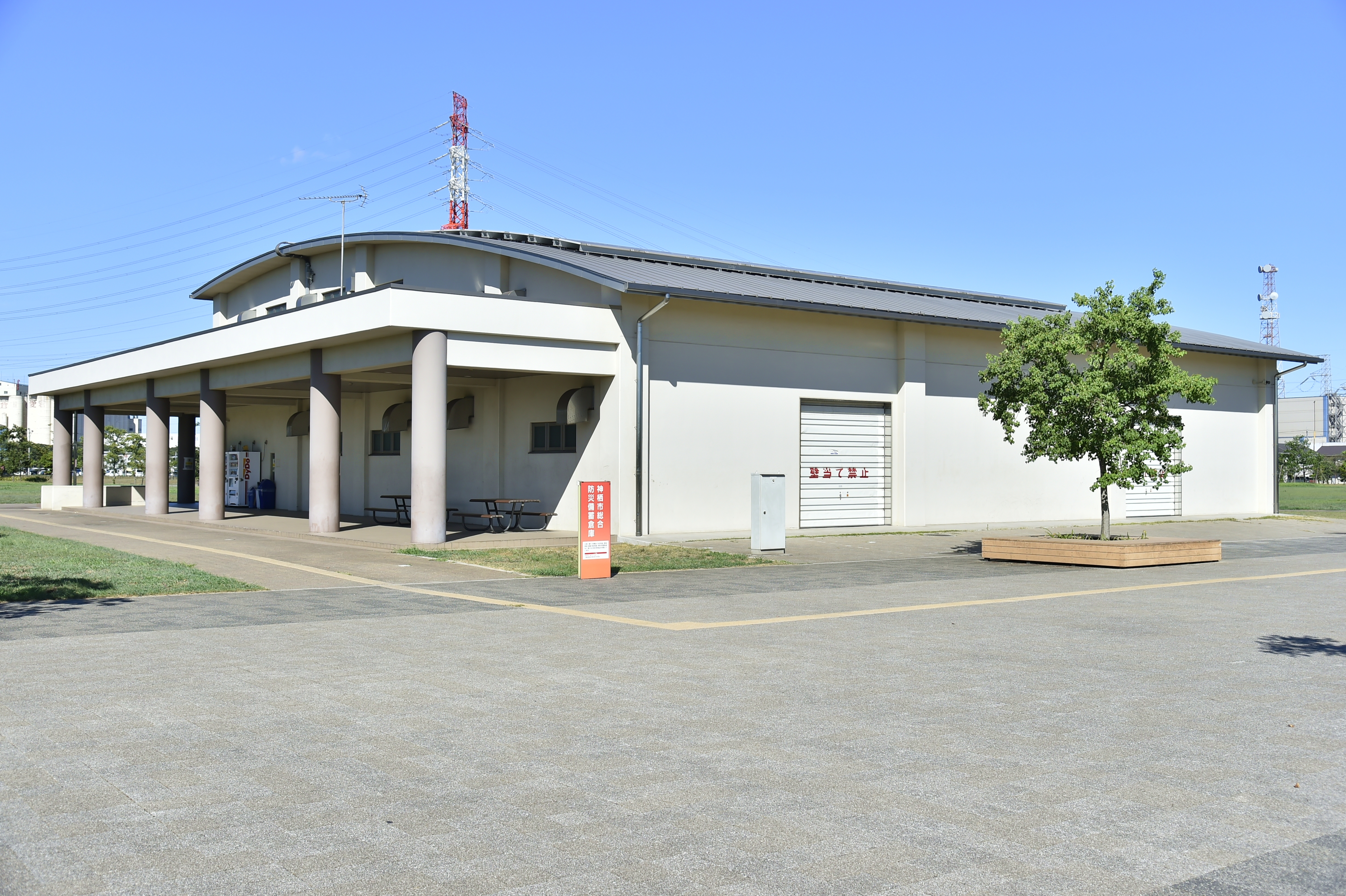
備蓄倉庫